# 思維機器公司
思維機器公司（Thinking Machines Corporation）是一家超级计算机制造商和人工智能公司，由Sheryl Handler和丹尼尔·希利斯于1983年在马萨诸塞州沃尔瑟姆創辦。该公司于1984年从沃尔瑟姆搬到馬薩諸塞州剑桥的肯德尔广场。思維機器公司曾經推出了一些当时最强大的超级计算机。该公司于1994年申请破產；它的硬件和并行计算软件部门被昇陽電腦收购。